# Herbert Wimmer
Herbert Wimmer (Eupen, 9 de novembro de 1944) é um ex-futebolista alemão. Ele venceu cinco campeonatos nacionais e duas Copas da UEFA com o Borussia Mönchengladbach, e o Campeonato Europeu de Futebol de 1972 e a Copa do Mundo FIFA de 1974 com a seleção da Alemanha Ocidental.

## Carreira
Wimmer começou sua carreira jogando nas divisões de base do Borussia Brand. Entre 1966 e 1978, ele jogou em 461 partidas pelo Borussia Mönchengladbach, marcando 67 gols. Ele havia começado sua carreira como um atacante, porém no Mönchengladbach sua função principal era cobrir defensivamente Günter Netzer, a estrela de seu time na época. Sua resistência física era uma de suas principais qualidades.
Entre 1968 e 1976, Wimmer também jogou 36 partidas pela seleção da Alemanha Ocidental, marcando quatro gols; dentre eles, um dos gols da vitória de 3–0 de sua equipe na final do Campeonato Europeu de 1972 contra a União Soviética.

## Títulos

### Alemanha
- Eurocopa:  1972
- Copa do Mundo de 1974